# Cantó de Troarn
El cantó de Troarn és un cantó francès del departament de Calvados, situat al districte de Caen. Té 17 municipis i el cap es Troarn.

## Municipis
- Argences
- Banneville-la-Campagne
- Cagny
- Canteloup
- Cléville
- Cuverville
- Démouville
- Émiéville
- Giberville
- Janville
- Saint-Ouen-du-Mesnil-Oger
- Saint-Pair
- Saint-Pierre-du-Jonquet
- Sannerville
- Touffréville
- Troarn
- Vimont

## Història
| Data d'elecció                           | Identitat         | Partit        | Qualitat |
| ---------------------------------------- | ----------------- | ------------- | -------- |
| 1945-1951                                | M. Bophe          | Divers droite |          |
| 1951-1958                                | M. Martin         | RPF           |          |
| 1958-1964                                | André Plantain    | RI            |          |
| 1964-1976                                | M. Martin         | UDR           |          |
| 1976-19..                                | M. Fissoun        | PS            |          |
| 19..-1982                                | Jean-Louis Fouque | PCF           |          |
| 1982-1988                                | Jean Besse        | PS            |          |
| 1988-1994                                | Bernard Loing     | PS            |          |
| 1994-                                    | Christian Piélot  | PS            |          |
| les dades anteriors no són pas conegudes |                   |               |          |
|                                          |                   |               |          |

## Demografia
| A partir de 1990: Població sense dobles comptes |